# Hans-Heinrich Sievert
Pour les articles homonymes, voir Hans Heinrich (homonymie).
Hans-Heinrich Sievert  (né le 1er décembre 1909 à Gut Grittern et mort le 5 avril 1969 à Eutin) est un athlète allemand, spécialiste du décathlon.

## Biographie
Le 8 juillet 1934, à Hambourg, Hans-Heinrich Sievert établit un nouveau record du monde du décathlon avec 8 790,46 pts, améliorant de plus de 300 points l'ancienne meilleure marque mondiale détenue par l'Américain James Bausch depuis la saison 1932. Il remporte peu après les premiers championnats d'Europe d'athlétisme, à Turin, avec 8 103 pts (ancienne table). Blessé, il déclare forfait pour les Jeux olympiques de 1936.

### Palmarès
| Date | Compétition           | Lieu        | Résultat |
| ---- | --------------------- | ----------- | -------- |
| 1932 | Jeux olympiques       | Los Angeles | 5e       |
| 1934 | Championnats d'Europe | Turin       | 1er      |

### Records
| Épreuve   | Performance    | Lieu     | Date           |
| --------- | -------------- | -------- | -------------- |
| Décathlon | 7 147 pts (RM) | Hambourg | 8 juillet 1934 |